# Nunatak Shtyk
Der Nunatak Shtyk (englische Transkription von russisch Нунатак Штык Nunatak Schtyk, deutsch ‚Bajonett-Nunatak‘) ist ein Nunatak im ostantarktischen Mac-Robertson-Land. Er ragt nördlich des Summers Peak in den Stinear-Nunatakkern auf.
Russische Wissenschaftler benannten ihn deskriptiv.